# Conca del riu Orinoco
La conca del riu Orinoco és la part d'Amèrica del Sud drenada pel riu Orinoco i els seus afluents. La conca hidrogràfica de l'Orinoco cobreix una àrea d'uns 990 000 km², el que la converteix en la tercera més gran de Sud-amèrica, i abasta la major part del territori veneçolà i la zona est de Colòmbia.

L'Orinoco és un dels rius més importants del món per la seva longitud i cabal (2140;km i una mica més de 30.000 m³/s, l'extensió de la seva conca (un milió de km²) i, especialment, per la seva importància històrica i econòmica i el significat que ha tingut per a Veneçuela, país en què s'estén la major part de la seva conca, amb quasi les seves dues terceres parts. És probablement el riu més cabalós del món amb relació a la seva conca, similar en extensió a la del Danubi, però amb un cabal que quintuplica al d'aquest últim. En xifres absolutes és el tercer riu del món pel seu cabal, després del Amazones i del Congo i molt superior al cabal d'altres rius molt més llargs i de conca més extensa. 
| «                                                             | No crec que se sàpiga en el món de riu tan gran i tant fons | » |
| — Cristòfol Colom (1498). Carta de relació del tercer viatge. |                                                             |   |

## Geografia física
La conca del riu Orinoco sintetitza les tres grans formes de relleu que existeixen a la natura: massissos antics i escuts per un costat, serralades d'aixecament recent (-és a dir, del Terciari- per l'altre, i depressions tectòniques i conques o planes d'acumulació, en tercer lloc. Cadascuna d'aquestes formes del relleu té les seves característiques pròpies, però també les seves semblances amb regions naturals similars d'altres parts del món. Per a un país qualsevol, de forma especial en la zona intertropical, representa un gran avantatge ecològic i econòmic tenir representades en el seu territori aquestes tres formes del relleu. En tota Amèrica, solament Canadà i els Estats Units a més a més de Veneçuela i Colòmbia, que en el seu territori té una part reduïda de l'escut guaianès, presenten una disposició geològica similar.
Per definir la conca de l'Orinoco com una regió natural, cal establir les característiques geogràfiques que la defineixen, com són l'extensió, el relleu, el clima, la hidrografia, la vegetació, les terres, i els recursos minerals.

### Extensió
La conca de l'Orinoco té una superfície de quasi 989 000 km², dels quals 643 480 km², és a dir, una mica més del 65%, queden en territori veneçolà, mentre que el 35% restant queda en territori colombià, en els Llanos colombians i el vessant oriental de la serralada Oriental de Colòmbia, un tram de la gran serralada dels Andes. Aquesta regió colombiana rep el nom de regió de l'Orinoquia. De la part localitzada a Veneçuela, una mica més de la meitat s'estén des de la serralada de Mérida i la serralada de la Costa fins a la ribera nord-occidental del propi riu Orinoco -el marge esquerre-, formant la major part de Los Llanos veneçolans i el delta del riu l'Orinoco. La part sud de la conca recull la major part de les aigües que procedeixen de la Guyana veneçolana.

### Relleu

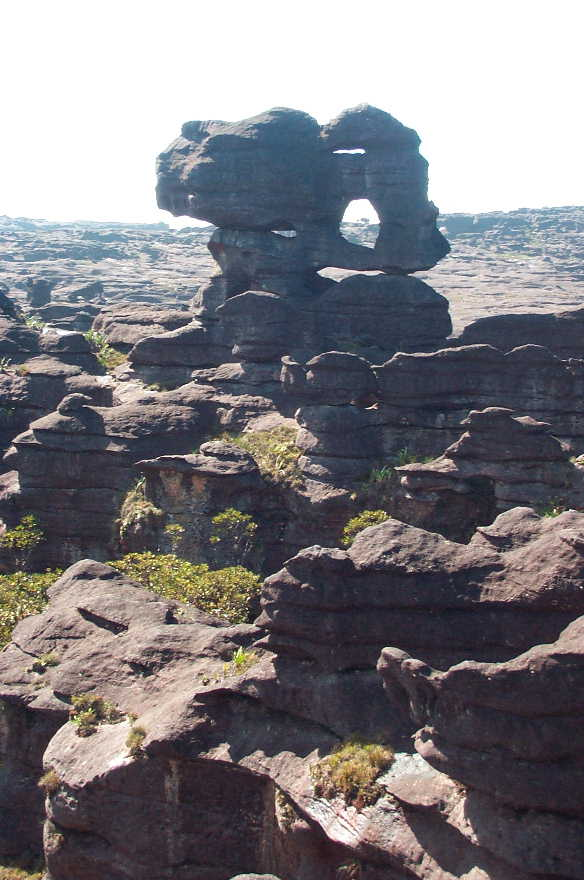
El cim del Roraima, de la Guyana veneçolana. Les curioses formes han estat produïdes per l'erosió.

Les fonts del riu Orinoco es troben en el Cerro Carlos Delgado Chalbaud, a 1047 metres sobre el nivell de la mar (msnm), descobert el 1951 per l'expedició franco-veneçolana que va remuntar i va explorar el curs superior de l'Orinoco fins a la Serra Parima, encapçalada per l'oficial de l'exèrcit veneçolà Frank Risquez Iribarren. La primera referència a aquesta expedició va ser la d'Albert Contramestre Torres el 1954.3 I existeixen d'altres referències a la mencionada expedició, per exemple, la de Pablo J. Anduce.4 Des del naixement de l'Orinoco al peu del turó Delgado Chalbaud (02º19’05”07 de latitud nord, 63º21’42”63 de longitud oest i 1047,35 metres d'altitud) fins a la seva desembocadura a l'oceà Atlàntic, l'Orinoco descriu un gran arc i la seva conca s'estén com un ventall, raó per la qual la part nord-occidental de la conca és una mica més extensa que la del sud-est. Com ja s'ha indicat, les dues subregions de la conca tenen caràcters força diferents, a causa de les diferències pel que fa a la seva constitució geològica. La màxima alçada de la conca es troba en la Serra Nevada del Cucuy, a Colòmbia (més de 5000 msnm), la qual forma part de la Serralada Oriental dels Andes de Colòmbia.
El caire nord-oest de la conca estaria format pels vessants andins colombo-veneçolanes i els vessants meridionals d'altres relleus muntanyosos del nord de Veneçuela, mentre que el caire meridional de la conca estaria marcat, en la seva major part, per la divisòria d'aigües entre l'Orinoco i l'Amazones, la qual està situada sobre el massís guaianès de Delta Amacuro a Veneçuela. Entre tots dos caires s'estenen la Guyana veneçolana en el marge dret de l'Orinoco i els Llanos, tant colombians com veneçolans, al marge esquerre. El propi riu Orinoco marca nítidament el límit natural entre aquestes dues regions; podria dir-se que l'Orinoco és una de les fronteres naturals més notables que existeixen en el món, encara que aquest fet té una senzilla explicació: els rius de la plana tenen un pendent escàs i han anat construint durant milions d'anys una plana d'acumulació amb els sediments que traginen des de les serralades on neixen. I són aquests sediments els que empenyen el llit de l'Orinoco contra el propi escut guaianès, fins al punt que en la major part del seu recorregut, el llit es troba encavalcant sobre les roques de l'escut guaianès, com es pot veure en la Pedra del Mig enfront de Ciudad Bolívar (abans Angostura). L'antic nom de Ciudad Bolívar, Angostura de l'Orinoco obeeix al fet que les roques de l'escut són molt resistents a l'erosió i van presentar en aquest punt, un estrenyiment d'uns 800 metres d'amplada que va donar origen a una espècie de embassament, probablement, de milions d'anys, fins que el riu va anar entrecavant gradualment el llit sobre les roques granítiques.

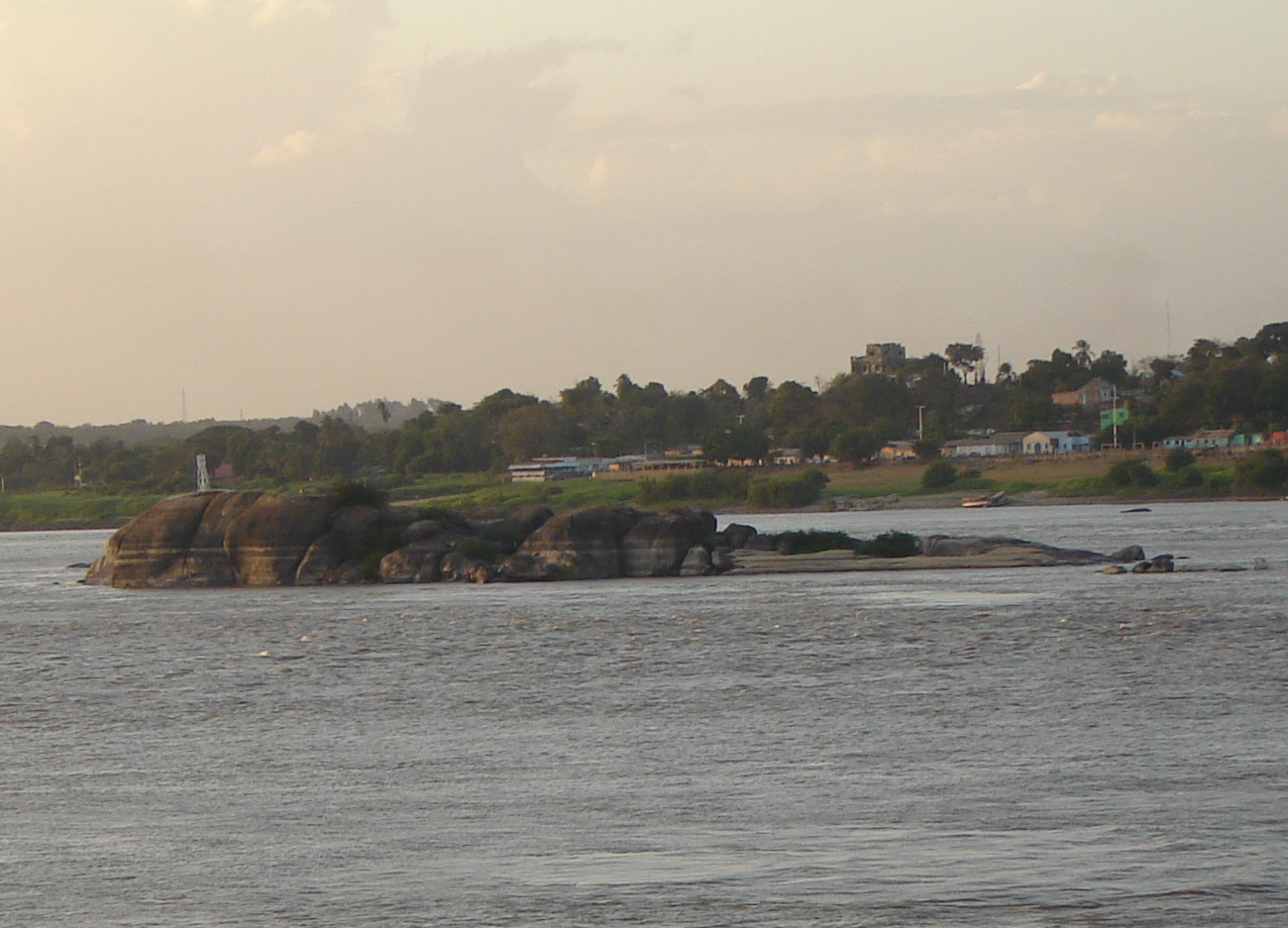
La Pedra del Mig, situada front a la Ciudad Bolívar amb línies de diferent coloració ens indiquen els successius nivells assolits per l'aigua.

Així doncs, la Guyana veneçolana constitueix, al contrari que els Llanos, una superfície d'erosió. De la combinació d'aquestes dues forces que modifiquen el relleu, una constructiva, la sedimentació i una altra destructiva, l'erosió, sorgeix la situació actual en la que el riu marca aproximadament el límit entre les dues regions. Com es pot deduir, aquest límit presenta excepcions, ja que, en alguns trossos poden veure's turons arrodonits d'origen granític -i que, per tant, són relleus guaianesos- en el marge esquerre de l'Orinoco, és a dir, en el caire dels Llanos. En la Pedra del Mig poden veure's els diferents nivells assolits per les aigües del riu, expressats en la diferent coloració del granit, i això explica el valor d'aquesta illa granítica com "nilòmetre", segons expressió del propi Alexander von Humboldt. Aquestes línies de coloració distinta no han d'interpretar-se com una disminució del cabal del riu al llarg del temps geològic, sinó com a descens del nivell del riu amb el transport de sediments del fons cap al mar: recordem que el delta del riu -quasi 40 000 km²- es va construir amb els mencionats sediments, mentre que les roques granítiques -com la pròpia Pedra del Mig- han estat molt més resistents a l'erosió.
D'altra banda, les arenisques de la Guyana veneçolana (de la formació Roraima) s'han transformat en sorra per l'erosió que, encara que mai no va ser gaire intensa per l'extraordinària resistència de les roques, sí ha estat molt duradora -més de 1000 milions d'anys-, per la qual cosa la capa edimentaria s'ha transformat en un relleu invertit que forma els tepuyes. Encara més, sinó fos perquè el massís Guayanés ha sofert un lent i llarg moviment d'ascens, a l'època actual ja s'hauria convertit en un peneplà en què quasi tota la cobertura sedimentaria de sorres hauria desaparegut. Les sorres procedents d'aquest procés erosiu s'han dipositat en el marge esquerre del riu, sobretot en els Llanos Bajos de l' estat Apure, entre els rius Meta i el propi Apure. No es van dipositar en la riba dreta perquè allà el relleu és més alt. I aquestes sorres podrien convertir-se al llarg de milions d'anys en estrats de gressos que també podrien arribar a convertir-se en elevar-se i rejovenir-se el relleu en altiplans similars als que ara existeixen a Guyana. Seria així una espècie d'exemple de la teoria del cicle geogràfic.

### Clima

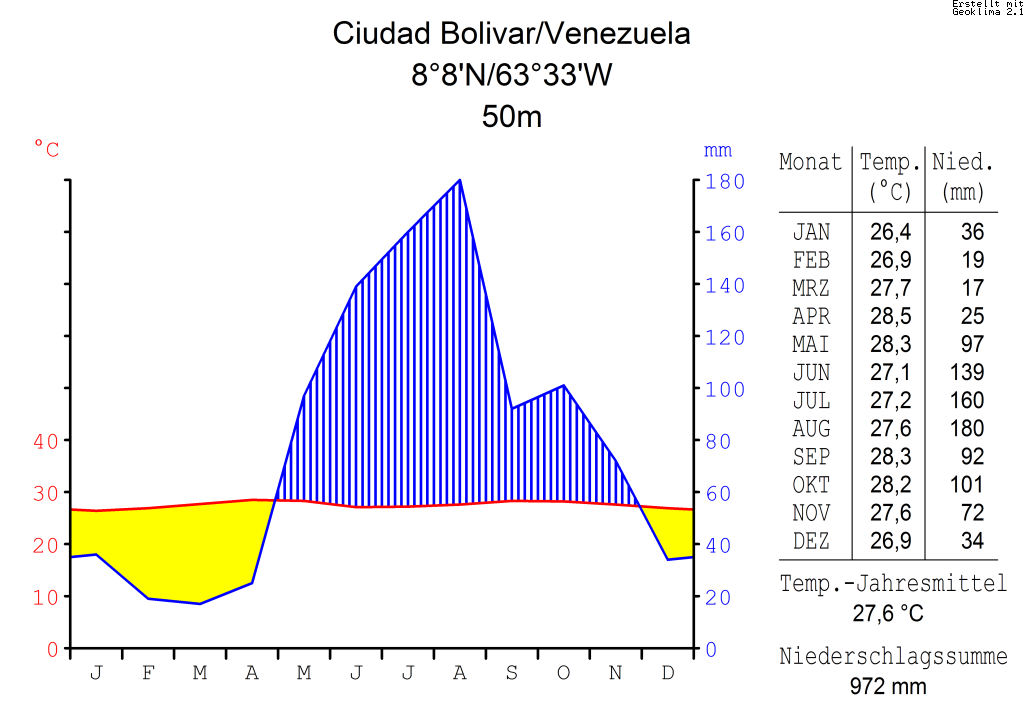
Climograma de Ciudad Bolívar. Les pluges s'indiquen en mm i les temperatures en °C.

A tota l'extensió de la conca de l'Orinoco els climes són isoterms, és a dir, climes amb escasses variacions de temperatura al llarg de l'any -la diferència entre la temperatura mitjana dels mesos més i menys càlids és de tot just 3 °C-, com correspon a la zona intertropical. Es distingeixen de manera prou nítida cinc grans tipus de clima en les zones baixes -fins als 800 msnm aproximadament, segons les consideracions d'Antonio W. Goldbrunner- que són el clima de selva -Af en la classificació de Köppen-, el de sabana Aw en la mateixa classificació climàtica-, el semidesèrtic i el desèrtic pròpiament dit. És en discussió si existeix en la conca de l'Orinoco un clima monsònic -segons la nomenclatura de Köppen-, que vindria a ser el cinquè tipus de clima. En qualsevol cas, l'existència d'aquest clima es reduiria a la costa atlàntica del delta de l'Orinoco, on actua la influència del corrent equatorial del nord -que aquí és pràcticament un corrent de derivació litoral- per fer que les pluges siguin molt més importants en tota la costa comuna a Guyana i a Veneçuela, però que disminueixen bruscament a Veneçuela en avançar terra endins. En les altituds més elevades es poden distingir quatre o cinc terres tèrmics, climàtics, biòtics o ecològics segons criteris usats per diferents autors i el seu interès pel que fa al seu camp de investigació. Les temperatures tenen una amplitud anual molt escassa uns 3 °C o menys, encara que la seva amplitud diària és molt més gran i ronda al voltant dels 10 °C. Les precipitacions són elevades, especialment a Guyana Veneçolana, on s'arriba a uns valors molt alts -4000 mm o més- en algunes zones prou extenses. En els Llanos, la pluviositat és força menor -1500 a 2000 mm, amb [una elevació d'aquest import cap al piemont dels Andes- i dona origen a la presència d'una vegetació de sabana, amb selves de galeria al costat dels rius, i al piemont andí, boscos tropòfils, els quals perden gran part de les seves fulles durant l'estació de sequera. En el gràfic climàtic de Ciudad Bolívar poden veure's la conducta de les pluges -línia blava- i el de les temperatures -línia vermella-. L'ombreig en groc indica l'estació o època de sequera -dèficit de precipitacions, segons l'índex xerotèrmic de Gaussen-. Tanmateix, el clima de Ciudad Bolívar no és representatiu de tota la conca de l'Orinoco, sinó que més aviat constitueix una anomalia, en el sentit que, per raons de la seva ubicació respecte dels vents dominants -per l'acció de les muntanyes del nord-est de Veneçuela i dels altiplans del sud-est- i trobar-se aquesta ciutat una mica allunyada del mar -la influència de la pluviositat del corrent de derivació litoral en les costes atlàntiques veneçolanes- les precipitacions són força menors que haurien de ser.

### Hidrografia
|  |  |

L'Orinoco, amb els seus afluents, constitueix una extensa xarxa hidrogràfica amb rius molt cabalosos i de longitud considerable. De tota la seva conca, l'afluent de més gran longitud és el Guaviare, més llarg -uns 1550 km- que el propi Orinoco en el punt de la seva confluència, mentre que el més cabalós és el Caroní. Molts dels seus afluents són rius navegables, especialment, els del marge esquerre, que procedeixen dels Llanos, tant colombians com veneçolans, mentre que els rius guaianesos -afluents pel marge dret- són més cabalosos però amb salts que els fan molt útils en la producció d'energia hidroelèctrica, però sense aprofitament com a vies de navegació, exceptuant alguns trams molt breus. Presenta nombroses illes, tant rocoses -relleus d'erosió- com sedimentàries -sorres i d'altres sediments-, així com moltes galeries o braços, meandres abandonats i llacs en ferradura.
Pel marge esquerre es pot citar el Mavaca, el cas únic en el món del Casiquiare -que no és un afluent sinó, per contra, un corrent efluent, és a dir, una derivació de l'Orinoco que drena les seves aigües cap a la conca del Amazones a través del riu Negre, l'Atabapo, els quatre rius que procedeixen del territori colombià, que són el Guaviare -amb el seu afluent l'Inírida-, el Vichada, el Tomo i el Meta.

## Vegetació

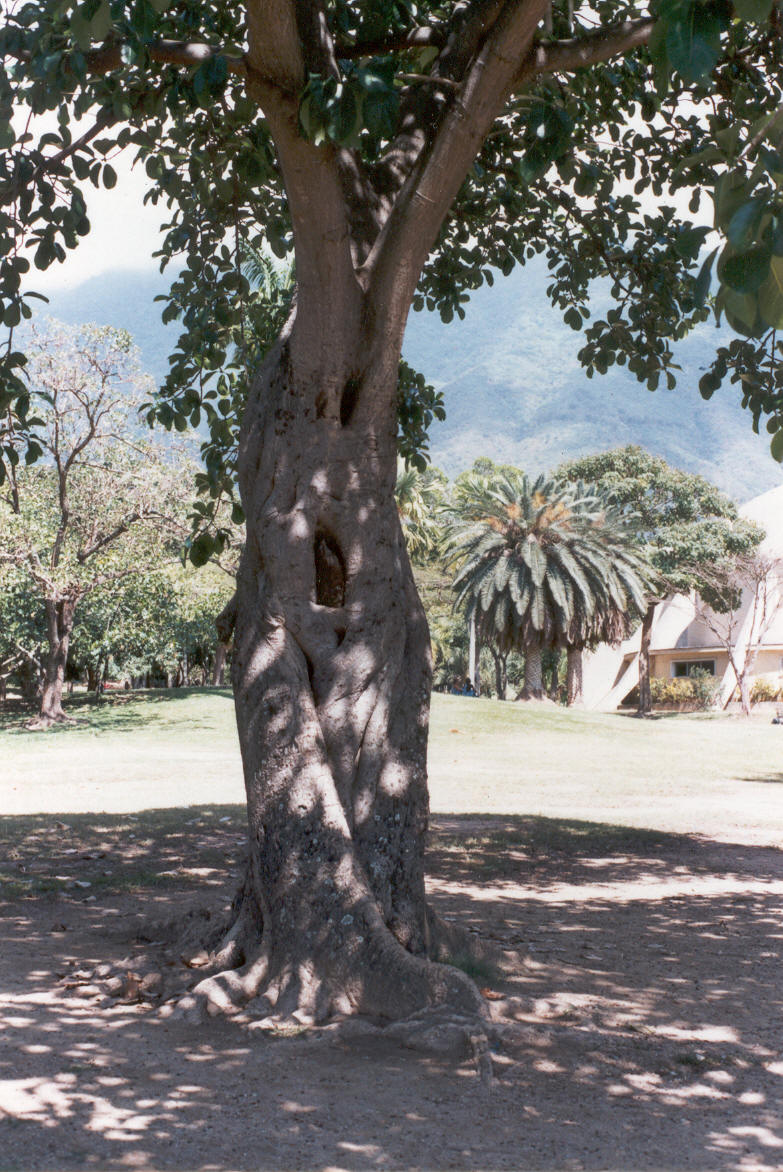
Ficus o figuera gegant mostrant una obertura part del tronc de l'arbre sobre el qual es va recolzar. Parc de l'Est, Caracas, Veneçuela.

En la part de Guyana de la conca de l'Orinoco predominen les selvas equatorials, caracteritzades per l'existència de diversos nivells d'arbres de molt variades espècies, conseqüència d'una elevada competència per aconseguir una dotació suficient de raigs solars.
Aquesta lluita per la llum solar està exemplificada per la presència de ficuss, arbres que tenen originàriament una tija baixa que usen per recolzar-se al voltant d'un arbre de gran mida per tal d'assolir la llum solar. Quan arriben a superar el sostre vegetal i s'incrementa la funció de la fotosíntesi comencen a créixer estrangulant l'arbre sobre el que s'havien recolzat -a part que li obstrueixen la llum solar-. Els ficus més freqüents pertanyen al gènere Ficus, com és el cas del cautxú natural. La nota peculiar d'aquestes selves és l'extraordinària varietat de la vegetació: moltíssimes espècies vegetals per hectàrea, però pocs exemplars de cadascuna en aquesta superfície. L'altra nota distintiva és l'enorme producció anual de biomassa: unes 500 t/any/ha, contra unes 300 en els boscos de coníferes de la zona de taigà a l'hemisferi nord, en les condicions més favorables. I és aquesta extraordinària diversitat el que la fa el tipus de vegetació més útil que existeix, especialment per les seves possibilitats i per la producció d'oxigen, encara que la mencionada diversitat presenta una limitació pel que fa a la seva explotació comercial.
Les selves de la zona intertropical constitueixen el més gran pulmó vegetal del planeta, ja que tots els vegetals necessiten absorbir una enorme quantitat d'aigua i CO₂ per produir,mitjançant la fotosíntesi, els hidrats de carboni (o carbohidrats) que necessiten per al seu creixement, però deixen també una enorme quantitat d'oxigen lliure que usen els animals per a la seva respiració. A molt llarg termini, el balanç entre producció i consum tant d'oxigen com de CO₂ tendeix a mantenir-se equilibrada,d'acord amb el principi de Lavoisier que es refereix al fet que la matèria no es crea ni es destrueix, sinó que solament es transforma. Però durant milions d'anys (des de l'Era Primària, quan van aparèixer les primeres espècies vegetals en el nostre planeta, s'ha anat acumulant una enorme quantitat de biomassa sobre la superfície terrestre i també en el subsòl en forma d'hidrocarburs, on acostuma a existir una estreta correspondència entre producció i consum que fluctua a través del temps en un procés d'equilibri. Això significa que, en el seu conjunt, el balanç entre producció i consum, tant d'oxigen com de diòxid de carboni, continua un etern procés de retroalimentació que és el responsable d'assolir en un moment donat, una situació de comunitat climàcica, concepte que necessitarà, amb el temps, ser revisat. En la natura, el nombre de productors vegetals és molt més gran que el de consumidors animals.
A més a més de la vegetació de selva equatorial, en la part dels Llanos, que comparteixen Veneçuela i Colòmbia, predominen les sabanas, prats de pastures estacionals, amb selves de galeria, mates -petites agrupacions aïllades d'arbres- i llacunes amb palma llanera, especialment, etc.